# Fredericia
Fredericia je město v Dánsku. Nachází se v jižním Jutsku na pobřeží poloostrova Malý Belt a je střediskem stejnojmenné komuny v rámci regionu Syddanmark. Fredericia má přibližně 41 tisíc obyvatel.

## Historie
Po devastující Třicetileté válce bylo Jutsko převážně neopevněné a dánský král Kristián IV. měl v plánu postavit novou pevnost společně s novým městem. Pevnost se postavila v Lyngs Odde, nedaleko dnešní Frederície. Město je pojmenováno po králi Frederikovi III., který zde, po radě maršála Anderse Billa, nechal v roce 1650 tuto velkou pevnost po vpádu Švédů vylepšit tím, že nechal postavit boční opevnění hradu. Kolem pevnosti pak vyrostlo město podle barokního urbanistického plánu. Roku 1651 dostalo městečko jméno Frederiksodde, ale 22. dubna 1664 byl název latinizovaný do Fredericia. V roce 1849 zde Dánové vyhráli jednu z nejdůležitějších bitev prusko-dánské války; výroční den srážky 6. červenec je městským svátkem.

## Ekonomika
Fredericia vytváří spolu s Velje a Koldingem trojúhelník, který patří k hospodářsky nejrozvinutějším částem Dánska. Sídlí zde pivovar Carlsberg. Firma Monjasa se věnuje zpracování ropy, vyrábějí se zde také textilie, nábytek a umělá hnojiva. Fredericia má rovněž největší veletržní halu v Dánsku. Satelitní městečko Erritsø je hlavním sídlem národní energetické společnosti Energinet. Fredericia je díky své poloze významným uzlem lodní, železniční i silniční dopravy. Významným zaměstnavatelem je stále dánská armáda.

## Kultura
Ve Fredericii se nachází jediná škola pro profesionální hudebníky v Dánsku. Na hudební produkce se specializuje také městské divadlo. Různé kulturní akce hostí i centrum Tøjhuset. Od roku 2002 se ve městě koná mezinárodní hardcoreový festival. K rekreaci je využíván park Fredericia Vold, pláž Østerstrand a nejstarší dánský dinopark.

## Sport
Ve městě sídlí fotbalový klub FC Fredericia a házenkářský klub Fredericia HK (pětinásobný mistr Dánska).

## Rodáci
- Henrik Pontoppidan, spisovatel
- Vilhelm Buhl, předseda vlády
- Erik Moseholm, hudebník

## Partnerská města
- Härnösand
- Herford
- Ilulissat
- Kokkola
- Kristiansund
- Šiauliai